# Ibn Abi Shayba
Muḥammad ibn ʿUthmān ibn Abī Shayba (in arabo مُحَمَّدُ بْنُ عُثْمَانَ بْنِ أَبِي شَيْبَة‎?; Kufa, 775 – Kufa, 849) è stato uno storico e giurista arabo.
Proveniente da un'illustre famiglia di studiosi (suo padre era stato Qadi a Wāsiṭ e suo fratello fu un apprezzato tradizionista) studiò a Ruṣāfa e lavorò a lungo a Baghdad prima di trasferirsi a Kufa, di cui portò anche la nisba (al-Kūfī).
Tra i suoi allievi si ricorda il grande giurista Ibn Māja, autore di uno dei sei libri del pensiero tradizionistico sunnita (al-kutub al-sitta).

## Opere scelte
- Kitāb al-taʾrīkh (Il libro della storia)
- Kitāb al-fitan (Il libro delle fitna)
- Kitāb al-jamal (Il libro della battaglia del cammello)
- Kitāb Ṣiffīn (Il libro della battaglia di Siffin)
- Kitāb al-futūḥ (Il libro delle conquiste islamiche)
- Kitāb al-Sunan fī l-fiqh (sul fiqh)
- Kitāb al-tafsīr (Il libro delle esegesi coranica)
- Kitāb al-Musnad (Il libro degli isnad)
- al-Muṣannaf (Il libro ordinato per argomenti)